# Lancieri Novara 2006
Questa voce raccoglie le informazioni riguardanti i Lancieri Novara nelle competizioni ufficiali della stagione 2006.

## Roster
| Roster dei Lancieri Novara (2006) |
| --- |
| Quarterback - ? Daniele Manning Running Back - ? Suleman - ? Vaghi - ? Piccirillo Wide Receiver - ? Christian Cerutti - ? Alessandro Pagani Tight End - 89 Andrea Di Girolamo Offensive Linemen - 4 Canonico Gabriele OL/RB Defensive Linemen - ? Miccoli Linebacker Defensive Back - ? Daniele Colombo Special Team Coaching staff Leonardo Pozzato |

## Serie B 2006

### Stagione regolare
| Nibbiola 26 febbraio 2006 Week 1              | Lancieri Novara | 6 – 0 (d.t.s.) (0-0 0-0 0-0 0-0 6-0) referto | Bobcats Parma | Campo Comunale |
| \| \| \| \| \| ? (OT) (TD) \| Marcatori \| \| |                 |                                              |               |                |
|                                               |                 |                                              |               |                |
| ? (OT) (TD)                                   | Marcatori       |                                              |               |                |

| Nibbiola 5 marzo 2006 Week 2                                          | Lancieri Novara | 14 – 0 (6-0 8-0 0-0 0-0) referto | Neptunes CUS Bologna | Campo Comunale |
| \| \| \| \| \| ? Q1 (TD) ? Q2 (TD) ? Q2 (tpc) rush \| Marcatori \| \| |                 |                                  |                      |                |
|                                                                       |                 |                                  |                      |                |
| ? Q1 (TD) ? Q2 (TD) ? Q2 (tpc) rush                                   | Marcatori       |                                  |                      |                |

| Cernusco sul Naviglio 19 marzo 2006 Week 3                                                                                        | Daemons Brugherio | 6 – 8 (0-0 0-0 0-8 6-0) referto                                     | Lancieri Novara | Campo "Gaetano Scirea" |
| \| \| \| \| \| Pastori (q43) (TD) 40yd run \| Marcatori \| Cerutti C. Q3 (TD) 15yd pass da Manning D. Manning D. Q3 (tpc) rush \| |                   |                                                                     |                 |                        |
| |                   |                                                                     |                 |                        |
| Pastori (q43) (TD) 40yd run | Marcatori         | Cerutti C. Q3 (TD) 15yd pass da Manning D. Manning D. Q3 (tpc) rush |                 |                        |

| Molinella 26 marzo 2006 Week 4                   | American Felix Molinella | 0 – 8 referto  | Lancieri Novara | Campo San Martino in Argine |
| \| \| \| \| \| \| Marcatori \| ? (TD) ? (tpc) \| |                          |                |                 |                             |
|                                                  |                          |                |                 |                             |
|                                                  | Marcatori                | ? (TD) ? (tpc) |                 |                             |

| Nibbiola 30 aprile 2006 Week 5                                                                                            | Lancieri Novara | 0 – 18 (0-6 0-0 0-6 0-6) [http://www.warriorsbologna.it/public/Enciclopedia/PDF/20065_f9_nfli.pdf referto] | Predatori Golfo del Tigullio | Campo Comunale |
| \| \| \| \| \| \| Marcatori \| Brakollari Q1 (TD) 2yd run Uccelli Q3 (TD) 5yd run Uccelli Q4 (TD) 3yd pass da Biasotti \| |                 | |                              |                |
| |                 | |                              |                |
| | Marcatori       | Brakollari Q1 (TD) 2yd run Uccelli Q3 (TD) 5yd run Uccelli Q4 (TD) 3yd pass da Biasotti                    |                              |                |

| Bologna 14 maggio 2006 Week 6 | Neptunes CUS Bologna | 26 – 20 referto | Lancieri Novara | PalaCUS Bologna |

### Playoff
| Verona 28 maggio 2006 Semifinale | Redskins Verona | 42 – 8 (14-0 14-8 8-0 6-0) referto                                                   | Lancieri Novara | Campo Europa |
| \| \| \| \| \| Moronesi Q1 (TD) 32yd pass da Demichei Della Bernardina Q1 (TD) 5yd run Sartori Q1 (tpc) Cappi Q2 (TD) 15yd pass da Demichei Cappi Q2 (tpc) pass da Demichei Della Bernardina Q2 (TD) 10yd run Bronzati Q3 (TD) 1yd pass da Demichei Cappi Q3 (tpc) pass da Demichei Motta Q4 (TD) 10yd pass da Demichei \| Marcatori \| Cerutti C. Q2 (TD) 4yd pass da Manning D. Di Girolamo A. Q2 (tpc) pass da Manning D. \| |                 |                                                                                      |                 |              |
| |                 |                                                                                      |                 |              |
| Moronesi Q1 (TD) 32yd pass da Demichei Della Bernardina Q1 (TD) 5yd run Sartori Q1 (tpc) Cappi Q2 (TD) 15yd pass da Demichei Cappi Q2 (tpc) pass da Demichei Della Bernardina Q2 (TD) 10yd run Bronzati Q3 (TD) 1yd pass da Demichei Cappi Q3 (tpc) pass da Demichei Motta Q4 (TD) 10yd pass da Demichei | Marcatori       | Cerutti C. Q2 (TD) 4yd pass da Manning D. Di Girolamo A. Q2 (tpc) pass da Manning D. |                 |              |

## Statistiche di squadra
| Competizione | %Vittorie | In casa | In casa | In casa | In casa | In casa | In casa | In trasferta | In trasferta | In trasferta | In trasferta | In trasferta | In trasferta | Totale | Totale | Totale | Totale | Totale | Totale |
| Competizione | %Vittorie | G       | V       | N       | P       | Pf      | Ps      | G            | V            | N            | P            | Pf           | Ps           | G      | V      | N      | P      | Pf     | Ps     |
| ------------ | --------- | ------- | ------- | ------- | ------- | ------- | ------- | ------------ | ------------ | ------------ | ------------ | ------------ | ------------ | ------ | ------ | ------ | ------ | ------ | ------ |
| Campionato   | .667      | 3       | 2       | 0       | 1       | 20      | 18      | 3            | 2            | 0            | 1            | 36           | 32           | 6      | 4      | 0      | 2      | 56     | 50     |
| Playoff      | .000      | -       | -       | -       | -       | -       | -       | 1            | 0            | 0            | 1            | 8            | 42           | 1      | 0      | 0      | 1      | 8      | 42     |
| Totale       | .571      | 3       | 2       | 0       | 1       | 20      | 18      | 4            | 2            | 0            | 2            | 44           | 74           | 7      | 4      | 0      | 3      | 64     | 92     |